# Christa Laetitia Deeleman-Reinhold
Christa Laetitia Deeleman-Reinhold (Java, 23 november 1930 – 26 maart 2025) was een Nederlands arachnologe.

## Loopbaan
Deeleman-Reinhold promoveerde in 1978 aan de Universiteit Leiden. Ze was gespecialiseerd in de spinnen van Zuidoost-Azië en Zuid-Europa, waaronder vooral troglobieten (soorten die in grotten leven) en spinnen in tropische wouden. Ze trouwde in 1953 met Paul Robert Deeleman (1924–1989), met wie ze een aantal artikelen heeft gepubliceerd. Zelf is ze de wetenschappelijke auteur van talrijke spinnengeslachten en -soorten. 
Haar uitgebreide collectie van ongeveer 25.000 spinnen uit Zuidoost-Azië (de grootste verzameling spinnen uit die regio) heeft ze geschonken aan Naturalis te Leiden. Over de woudspinnen van Zuidoost-Azië heeft ze in 2001 een boek gepubliceerd: Forest Spiders of South East Asia.
Deeleman-Reinhold overleed in 2025 op 94-jarige leeftijd.

## Taxadoor haar beschreven (selectie)
- Bacillemma Deeleman-Reinhold, 1993
- Bacillemma leclerci Deeleman-Reinhold, 1993
- Borneomma Deeleman-Reinhold, 1980
- Calamoneta Deeleman-Reinhold, 2001
- Calamopus Deeleman-Reinhold, 2001
- Castoponera Deeleman-Reinhold, 2001
- Cheiracanthium Deeleman-Reinhold, 2001
- Clubiona hindu Deeleman-Reinhold, 2001
- Dysdera anatoliae Deeleman-Reinhold in Deeleman-Reinhold & Deeleman, 1988
- Dysdera arabica Deeleman-Reinhold in Deeleman-Reinhold & Deeleman, 1988
- Dysdera gemina Deeleman-Reinhold in Deeleman-Reinhold & Deeleman, 1988
- Dysderocrates Deeleman-Reinhold & Deeleman, 1988
- Echinax Deeleman-Reinhold, 2001
- Fageiella ensigera Deeleman-Reinhold, 1974
- Hamadruas Deeleman-Reinhold, 2009
- Hygrocrates Deeleman-Reinhold in Deeleman-Reinhold & Deeleman, 1988
- Iberoneta Deeleman-Reinhold, 1984

- Iberoneta nasewoa Deeleman-Reinhold, 1984
- Kaemis Deeleman-Reinhold, 1993
- Koppe Deeleman-Reinhold, 2001
- Leclercera Deeleman-Reinhold, 1995
- Malamatidia Deeleman-Reinhold, 2001
- Mesostalita Deeleman-Reinhold, 1971
- Micropholcus Deeleman-Reinhold & Prinsen, 1987
- Nusatidia Deeleman-Reinhold, 2001
- Olin Deeleman-Reinhold, 2001
- Olin platnicki Deeleman-Reinhold, 2001
- Palliduphantes minimus (Deeleman-Reinhold, 1985)
- Panjange Deeleman-Reinhold & Deeleman, 1983
- Pehrforsskalia Deeleman-Reinhold & van Harten, 2001
- Pehrforsskalia conopyga Deeleman-Reinhold & van Harten, 2001
- Plynnon Deeleman-Reinhold, 2001
- Pranburia Deeleman-Reinhold, 1993
- Pranburia mahannopi Deeleman-Reinhold, 1993
- Pristidia Deeleman-Reinhold, 2001
- Pteroneta Deeleman-Reinhold, 2001

- Rhodera Deeleman-Reinhold, 1989
- Rhodera hypogea Deeleman-Reinhold, 1989
- Sabahya Deeleman-Reinhold, 1980
- Scopalio Deeleman-Reinhold, 2001
- Scopalio verrens Deeleman-Reinhold, 2001
- Serendib Deeleman-Reinhold, 2001
- Sudharmia Deeleman-Reinhold, 2001
- Summacanthium Deeleman-Reinhold, 2001
- Tamin Deeleman-Reinhold, 2001
- Troglohyphantes boudewijni Deeleman-Reinhold, 1974
- Troglohyphantes brevipes Deeleman-Reinhold, 1978
- Troglohyphantes dekkingae Deeleman-Reinhold, 1978
- Troglohyphantes diabolicus Deeleman-Reinhold, 1978
- Troglohyphantes draconis Deeleman-Reinhold, 1978
- Troglohyphantes inermis Deeleman-Reinhold, 1978
- Troglohyphantes pretneri Deeleman-Reinhold, 1978
- Vytfutia Deeleman-Reinhold, 1986
- Xantharia Deeleman-Reinhold, 2001

## Taxa naar haar genoemd
- Deelemania Jocqué & Bosmans, 1983
- Troglohyphantes deelemanae Tanasevitch, 1987
- Harpactea deelemanae Dunin, 1989
- Kenocymbium deelemanae Millidge & Russell-Smith, 1992
- Hersilia deelemanae Baehr & Baehr, 1993
- Dianleucauge deelemanae Song & Zhu, 1994
- Amaurobius deelemanae Thaler & Knoflach, 1995
- Dubiaranea deelemanae Millidge, 1995
- Cryphoecina deelemanae Deltshev, 1997
- Deelemanella Yoshida, 2003
- Molione christae Yoshida, 2003
- Rhitymna deelemanae Jäger, 2003
- Herennia deelemanae Kuntner, 2005
- Spermophora deelemanae Huber, 2005
- Dolichognatha deelemanae Smith, 2008
- Hygrocrates deelemanus Kunt & Yagmur, 2011[4]

## Publicaties (selectie)
- Deeleman-Reinhold, 1971: "Beitrag zur Kenntnis höhlenbewohnender Dysderidae (Araneida) aus Jugoslawien." Razprave slovenska akademija znanosti in umetnosti, vol. 14 pp. 95-120
- Deeleman-Reinhold, 1974: "The cave spider fauna of Montenegro (Araneae)." Glasnik Republičkog Zavoda za zaštitu prirode i Prirodnjačkog Muzeja, vol. 6 pp. 9-33
- Deeleman-Reinhold, 1978: "Revision of the cave-dwelling and related spiders of the genus Troglohyphantes Joseph (Linyphiidae), with special reference to the Yugoslav species." Academia Scientiarum et Artium Slovenica, Classis IV: Historia Naturalis, Institutum Biologicum Ionnis Hadži, Ljubljana, vol. 23 pp. 1-220. volledige tekst
- Deeleman-Reinhold, 1980: "Contribution to the knowledge of the southeast Asian spiders of the families Pacullidae and Tetrablemmidae." Zoologische Mededelingen Leiden, vol. 56 pp. 65-82 (volledige tekst)
- Deeleman-Reinhold, 1981: "Remarks on Origin and Distribution of Troglobitic Spiders". Proc. 8th Int. Congr. Speleology, blz. 305-308. (volledige tekst)
- Deeleman-Reinhold & Prinsen, 1987: "Micropholcus fauroti (Simon) n. comb., a pantropical, synanthropic spider (Araneae: Pholcidae)." Entomologische Berichten, Amsterdam, vol. 47, pp. 73-77
- Deeleman-Reinhold & Deeleman, 1988: "Révision des Dysderinae (Araneae, Dysderidae), les espèces mediterranéennes occidentales exceptées." Tijdschrift voor Entomologie, vol. 131 pp. 141-269
- Deeleman-Reinhold, 1993: "A remarkable troglobitic tetrablemmid spider from a cave in Thailand (Arachnida: Araneae: Tetrablemmidae)." Natural History Bulletin of the Siam Society, vol. 41 n. 2 pp. 99-103
- Deeleman-Reinhold, 1995: "The Ochyroceratidae of the Indo-Pacific region (Araneae)." The Raffles Bulletin of Zoology Supplement, n. 2, pp. 1-103
- Deeleman-Reinhold, 2001: "Forest spiders of South East Asia: with a revision of the sac and ground spiders (Araneae: Clubionidae, Corinnidae, Liocranidae, Gnaphosidae, Prodidomidae and Trochanterriidae." Brill Academic Publishers, Leiden, pp. 1-591. ISBN 9004119590
- Floren, A. & Deeleman-Reinhold, C.L. (2005): "Diversity of arboreal spiders in primary and disturbed tropical forests." Journal of Arachnology, vol. 33 nr. 2, pp. 323–333.
- Deeleman-Reinhold, 2009: "Spiny theridiids in the Asian tropics. Systematics, notes on behaviour and species richness (Araneae: Theridiidae: Chrysso, Meotipa)". Contrib. Nat. Hist., vol. 12, blz. 403-436. (volledige tekst)
- Deeleman-Reinhold, 2009: "Description of the lynx spiders of a canopy fogging project in northern Borneo (Araneae: Oxyopidae), with description of a new genus and six new species of Hamataliwa." Zoologische Mededelingen Leiden, vol. 83, pp. 673-700 (volledige tekst)